# NGC 5172
NGC 5172 est une vaste galaxie spirale intermédiaire située dans la constellation de la Chevelure de Bérénice. Sa vitesse par rapport au fond diffus cosmologique est de 4 308 ± 19 km/s, ce qui correspond à une distance de Hubble de 63,5 ± 4,5 Mpc (∼207 millions d'al). NGC 5172 a été découverte par l'astronome britannique John Herschel en 1826.
La classe de luminosité de NGC 5172 est II-III et elle présente une large raie HI.
À ce jour, 13 mesures non basées sur le décalage vers le rouge (redshift) donnent une distance de 50,477 ± 12,880 Mpc (∼165 millions d'al), ce qui est à l'intérieur des valeurs de la distance de Hubble. Notons que c'est avec la valeur moyenne des mesures indépendantes, lorsqu'elles existent, que la base de données NASA/IPAC calcule le diamètre d'une galaxie et qu'en conséquence le diamètre de NGC 5172 pourrait être d'environ 66,7 kpc (∼218 000 al) si on utilisait la distance de Hubble pour le calculer.
Selon Abraham Mahtessian, NGC 5172 et NGC 5190 forment une paire de galaxies.

## Supernova
Deux supernovas ont été découvertes dans NGC 5172 : SN 1998cc et SN 2001R.

### SN 1998cc
Cette supernova a été découverte le 15 mai 1998 par W. D. Li, M. Modjaz, R. R. Treffers et A. V. Filippenko de l'université de Californie à Berkeley dans le cadre du programme LOSS (Lick Observatory Supernova Search) de l'observatoire Lick. Cette supernova était de type Ib.

### SN 2001R
Cette supernova a été découverte le 6 janvier 2001 par D. Weisz, M. Modjaz et W. D. Li de l'université de Californie à Berkeley dans le cadre du programme LOTOSS de l'observatoire Lick. Cette supernova était de type II.